# Mukto-Mona
Mukto-Mona est un blog en bengali pour les laïcs, les athées et les libres penseurs. Elle a été fondée par Avijit Roy qui a été tué par la suite par des islamistes à Dhaka , au Bangladesh. Les agresseurs seraient des membres de l'équipe d'Ansarullah Bangla,

## Histoire
Mukto-Mona, qui signifie libres-penseurs en bengali, a été fondée par le blogueur laïque bangladais-américain Avijit Roy, qui était basé à Atlanta, aux États-Unis. Il a créé un groupe Yahoo intitulé Mukto-Mona 26 mai 2001 qu'il a transformé en site Web l'année prochaine. Il a été tué en février 2015 à Dacca, au Bangladesh, par des militants islamistes. Son épouse, Rafida Ahmed Bonya, a été blessée dans l'attaque. Bonya a repris la gestion du blog après la mort de son mari. Le blog a reçu le prix Bobs - Best of Online Activism de la Deutsche Welle en juin 2015,. Un certain nombre de blogueurs athées associés à Muto-Mona ont été pris pour cible et tués par des islamistes au Bangladesh,.